# Fracción continua de Euler
En teoría analítica de fracciones continuas, la fracción continua de Euler es una identidad que conecta una clase general de series infinitas con una fracción continua infinita. Publicada por primera vez en 1748, fue considerada en un principio como una identidad simple que conectaba una suma de términos finitos con una fracción continua finita, donde la extensión al caso infinito aparecía inmediatamente. Actualmente, es una muy apreciada y útil herramienta en desarrollos analíticos en el problema de la convergencia general para fracciones continuas infinitas con elementos complejos.

## Formulación original
Leonhard Euler obtuvo la fórmula como una identidad que conecta una suma finita de productos con una fracción continua finita como:
{\displaystyle a_{0}+a_{0}a_{1}+a_{0}a_{1}a_{2}+\cdots +a_{0}a_{1}a_{2}\cdots a_{n}={\cfrac {a_{0}}{1-{\cfrac {a_{1}}{1+a_{1}-{\cfrac {a_{2}}{1+a_{2}-{\cfrac {\ddots }{\ddots {\cfrac {a_{n-1}}{1+a_{n-1}-{\cfrac {a_{n}}{1+a_{n}}}}}}}}}}}}}\,}
La identidad puede ser fácilmente obtenida mediante inducción en n, y por lo tanto, también aplicable en el caso límite: si la expresión de la parte izquierda tiende a expresarse como una serie convergente infinita, la expresión de la derecha también tenderá a expresarse como una fracción continua infinita convergente.

## Notación moderna
Si

{\displaystyle x={\cfrac {1}{1+{\cfrac {a_{2}}{b_{2}+{\cfrac {a_{3}}{b_{3}+{\cfrac {a_{4}}{\ddots }}}}}}}}\,}

es una fracción continua con elementos complejos, y ninguno de los denominadores Bi son cero, una secuencia de ratios {ri} puede ser definida por:

{\displaystyle r_{i}=-{\frac {a_{i+1}B_{i-1}}{B_{i+1}}}.\,}

Para un x y un  ri así definidos, las siguientes igualdades pueden demostrarse por inducción.

{\displaystyle x={\cfrac {1}{1+{\cfrac {a_{2}}{b_{2}+{\cfrac {a_{3}}{b_{3}+{\cfrac {a_{4}}{\ddots }}}}}}}}={\cfrac {1}{1-{\cfrac {r_{1}}{1+r_{1}-{\cfrac {r_{2}}{1+r_{2}-{\cfrac {r_{3}}{\ddots }}}}}}}}\,}

{\displaystyle x=1+\sum _{i=1}^{\infty }r_{1}r_{2}\cdots r_{i}=1+\sum _{i=1}^{\infty }\left(\prod _{j=1}^{i}r_{j}\right)\,}

Esta igualdad se puede entender como una equivalencia, en el sentido de que la n-esimo término convergente de cada fracción continua es igual a la n-ésima suma parcial de la serie mostrada arriba. Así, si esa serie es convergente o uniformemente convergente, cuando los ai y bi son funciones de variable compleja z, entonces las fracciones continuas equivalentes también convergen, o convergen uniformemente.